# Poco di buono
Poco di buono è il primo mixtape del rapper italiano Vacca, pubblicato nel 2008.

## Descrizione
Composto da 15 brani, l'album è stato reso disponibile per il download gratuito attraverso il sito ufficiale del rapper. In esso sono presenti collaborazioni con artisti come Two Fingerz e Nesli, Prhome, DDp, Oscar White, Greenpeeps, Caneda, La Fossa, Bravo Pie e Cool Caddish.

## Tracce
1. Intro cronici (feat. Nesli) + Shut Up Bitch Swallow
2. Poco di buono
3. Accalappianani (feat.  G. Nano)
4. Beautiful Loser (feat. Caneda)
5. Dritto per la strada mia
6. Io non ti chiedo (feat. Two Fingerz)
7. Fresco RMX
8. Nella mia fossa (feat La Fossa)
9. Vita da re (feat. Entics)
10. Mi spingo all'eccesso (feat Phrome & Duellz)
11. 1.2.3.5 (feat. Double Stylo e Iyasu)
12. Organizzati (feat. Oscar White)
13. Oggi vorresti
14. Ichnusa Love II (feat. Bravo Pie & Cool Caddish)
15. Zig zag (feat. The Green Pepps)